# إيمانويل أمير بلجيكا
إيمانويل أمير بلجيكا (4 أكتوبر 2005) هو ثاني أبناء فيليب ملك بلجيكا وزوجته ماتيلد دوقة برابانت.